# Sopronkövesd, Győr-Moson-Sopron
Sopronkövesd  este un sat în districtul Sopron, județul Győr-Moson-Sopron, Ungaria, având o populație de 1.162 de locuitori (2011). 

## Demografie
Componența etnică a satului Sopronkövesd
     Maghiari (94,88%)
     Germani (2,38%)
     Croați (1,15%)
     Necunoscut (0,88%)
     Alții (0,71%)
Componența confesională a satului Sopronkövesd
     Fără religie (3,53%)
     Reformați (3,01%)
     Luterani (2,41%)
     Necunoscută (90,19%)
     Atei (0,86%)
     Alte religii (1,29%)
Conform recensământului din 2011, satul Sopronkövesd avea 1.162 de locuitori. Din punct de vedere etnic, majoritatea locuitorilor (94,88%) erau maghiari, existând și minorități de germani (2,38%) și croați (1,15%). Apartenența etnică nu este cunoscută în cazul a 0,88% din locuitori. Nu există o religie majoritară, locuitorii fiind persoane fără religie (3,53%), reformați (3,01%) și luterani (2,41%). Pentru 90,19% din locuitori nu este cunoscută apartenența confesională.